# Juno Humanitarian Award
Der Humanitarian Award (ursprünglich Allan Waters Humanitarian Award) wird von der Canadian Academy of Recording Arts and Sciences (CARAS) im Rahmen der Juno Awards vergeben. Er richtet sich an kanadische Musiker, die ihre Bekanntheit für humanitäre Ziele eingesetzt haben. Er wird seit 2006 vergeben
Waters, der Namensgeber des Awards bis 2017, war einer der Gründer des Medienkonzerns CHUM Limited. Bei den  Juno Awards 2018 wurde sein Name entfernt.

## Gewinner
- 2006 – Bruce Cockburn
- 2007 – Tom Jackson
- 2008 – Paul Brandt
- 2009 – Sarah McLachlan
- 2010 – Bryan Adams
- 2011 – Neil Young
- 2012 – Simple Plan
- 2013 – Tom Cochrane
- 2014 – Chantal Kreviazuk und Raine Maida
- 2015 – Rush
- 2016 – Arcade Fire
- 2017 – Buffy Sainte-Marie[4]
- 2018 – Gary Slaight[3]
- 2019 – David Foster
- 2021 – The Tragically Hip
- 2022 – Susan Aglukark
- 2024 – Tegan and Sara
- 2025 – Sarah Harmer